# Albero da frutto

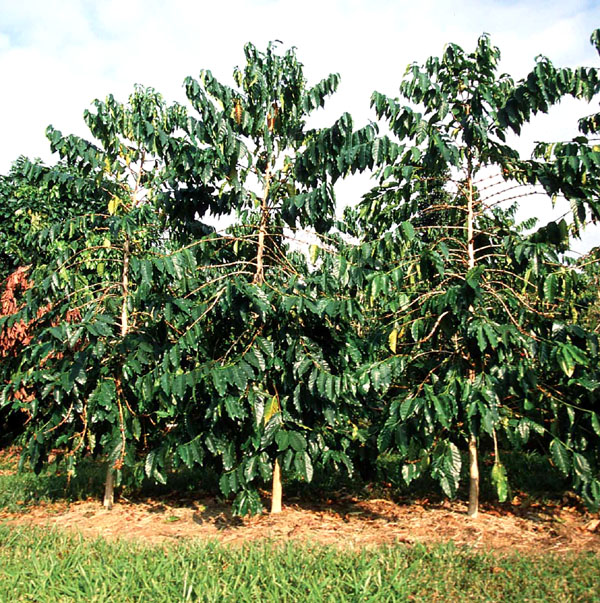
Albero di caffè

Tutti gli alberi producono frutti in senso botanico, ma il termine albero da frutto è riservato a quegli alberi che producono frutti utilizzati dall'uomo per l'alimentazione (frutta) o per altre finalità economiche.
Sono esempi di alberi da frutto il cachi (Diospyros kaki), il castagno (Castanea sativa), il melograno (Punica granatum), il pistacchio (Pistacia vera), il noce (Juglans regia), il cotogno (Cydonia oblonga), il giuggiolo (Ziziphus jujuba) e il nashi (Pyrus pyrifolia).
D'altra parte, la frutta non è prodotta esclusivamente da alberi: fragole e meloni, per esempio, sono prodotti da piante erbacee. Esistono anche rampicanti che producono frutta: esempio sono la vite, il lampone e il rovo. Inoltre, molti piccoli arbusti producono frutti: l'uva spina (Ribes uva-crispa), il mirtillo nero (Vaccinium myrtillus), il mirtillo rosso (Vaccinium vitis-idaea) e il corniolo (Cornus mas).
Al contrario, il tiglio (Tilia), il bagolaro (Celtis australis), il pado (Prunus padus), il leccio (Quercus ilex), il biancospino (Crataegus monogyna), il crespino (Berberis vulgaris), la maonia (Mahonia), il pero corvino (Amelanchier ovalis) e altri alberi o arbusti non sono considerati alberi da frutto perché i loro frutti sono irrilevanti dal punto di vista economico. Ciò non esclude che tali alberi possano essere utilizzati per altri scopi: per il legname, come piante ornamentali, per l'estrazione di resine o per le loro proprietà medicinali.
La disciplina, branca dell'agricoltura, che si occupa delle tecniche per coltivare alberi da frutto si chiama frutticoltura.

## "Sviluppo del frutto"

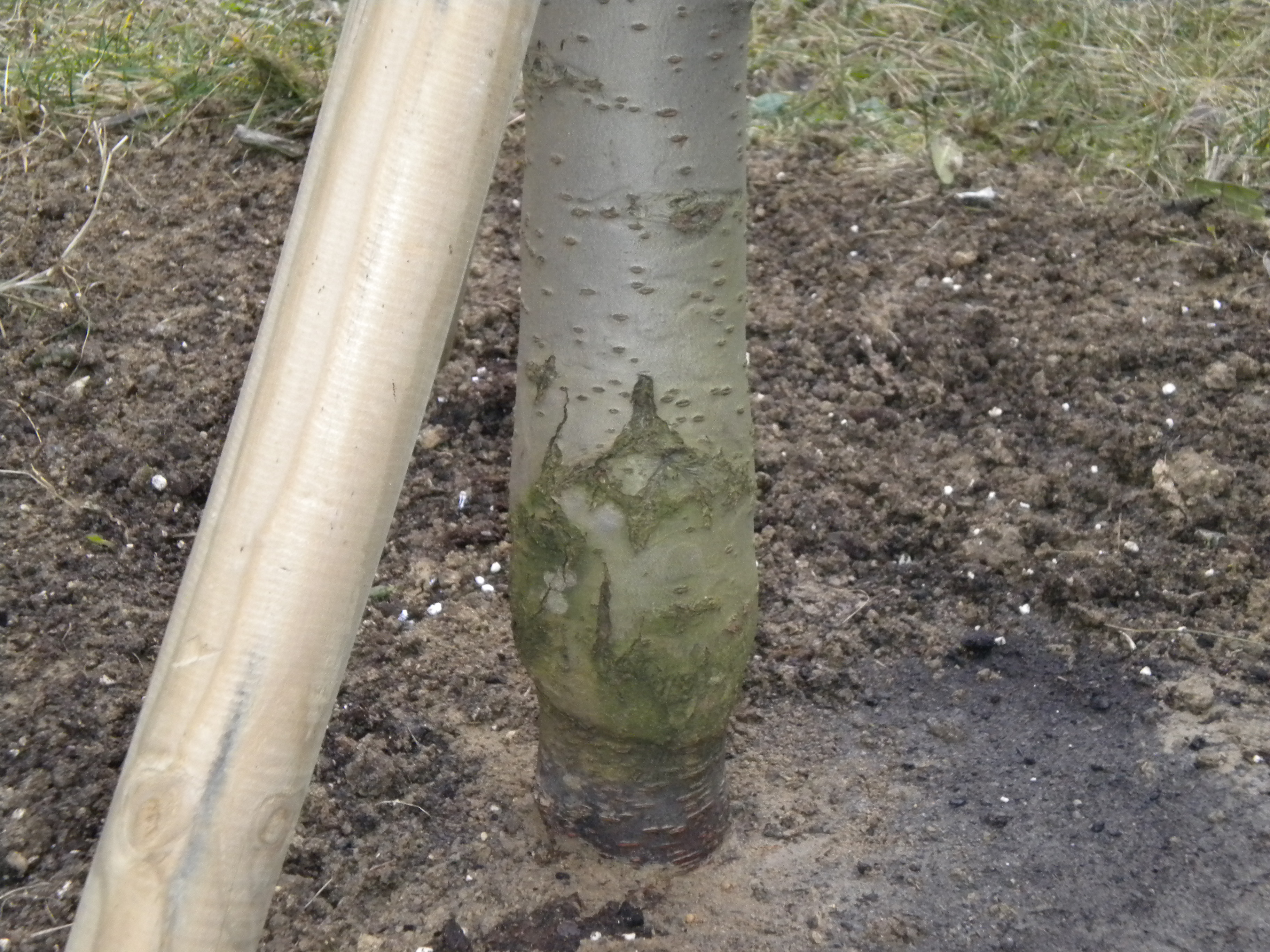
Innesto su mirabolano di un susino cultivar Regina Claudia gialla.

Lo sviluppo del frutto inizia con l'allegagione,  ma non tutti i frutti giungono a maturazione perché la pianta regola la produzione secondo le sue disponibilità nutrizionali mediante la cascola. La cascola dei frutti può insorgere durante la fase maturativa del frutto a causa di attacchi parassitari, fungini, fattori climatici avversi, carenze nutrizionali.
Per far sì che la fecondazione avvenga è necessario che ci sia una compatibilità tra il polline e gli ovuli altrimenti non si ha la formazione del seme, questo vuol dire che la pianta è sterile. Nelle specie arboree è molto più importante la formazione del frutto anziché del seme, infatti la partenocarpia, cioè lo sviluppo del frutto senza la fecondazione è considerata un fattore positivo.
Non tutte le specie si comportano allo stesso modo per quanto riguarda la presenza o assenza del seme, infatti:
- nelle pomacee e drupacee se non c'è la formazione del seme, lo sviluppo del frutto è limitato o addirittura assente.
- alcune specie come kaki, fichi, kiwi, arance, mandarini, la mancanza del seme non limita la formazione del frutto perché possono svilupparsi partenocarpici.

## L'impianto di un frutteto
Una volta scelta la cultivar desiderata, l'impianto inizierà con la preparazione del terreno, momento molto delicato. Esso inizia con una lavorazione profonda, una scarificatura fino ad un metro e una aratura profonda, tra i 40–50 cm.
Dopodiché si procede con la concimazione di fondo, tenendo conto delle caratteristiche del terreno e delle esigenze della pianta; se disponibile si utilizzano fino 500 q di letame e almeno 100 kg di fosforo o di potassio.

La fase successiva riguarda il tracciamento dei filari utilizzando appositi strumenti; questo in genere richiede la presenza di personale esperto. Le radici di solito vengono bagnate per reidratarle poco prima della messa a dimora. Quest'ultima operazione deve essere effettuata con attenzione stando attenti a non danneggiare le radici e fare in modo che non si verifichino ritardi nell'attecchimento. Molto importante è far aderire bene al terreno le radici, che dovranno avere una giusta e costante umidità soprattutto durante le fasi di sviluppo della pianta. Di solito per mantenere una giusta umidità del terreno ed evitare la crescita di erbe infestanti si utilizza la pacciamatura con film plastico.

Nelle piante sarmentose, come la vite e in quelle che hanno uno sviluppo radicale ridotto, è indispensabile l'uso di sostegni per ottenere la forma che si desidera, per sostenere reti antigrandine e reti ombreggianti. I sostegni sono costituiti da pali che possono essere in legno, in cemento, acciaio laminato, cemento vibrato ecc.

La potatura è un intervento che viene fatto sulla pianta per vari scopi; di solito si distinguono due tipi:
- per realizzare la forma di allevamento
- per la produzione

Si hanno poi altri tipi di potatura:
- ringiovimento, applicata su piante vecchie
- risanamento, applicata su piante malate
- mantenimento, applicata su piante ornamentali.